# グラフィックノベル
グラフィックノベル (Graphic novel) は、通常は長く複雑なストーリーを備えた、しばしば大人の読者が対象とされる、厚い形式のアメリカン・コミックを指す用語である。グラフィックノベルは、オリジナル長編の場合や、オリジナル短編集の場合、過去に発行されたアメリカン・コミックの一連の物語を再収録した一冊の本の場合がある。フランスでは、版型がやや小さくてページ数が多く、シリーズものでない単独作品で、文学的であることを目指すようなものを指す。
欧米においては、読者年齢が小学生程度のグラフィックノベルも存在する。イジメ、聴覚障害・自閉症などの障害、友達関係、初恋など、題材は多岐にわたる。アメリカでは、学校の図書館にもグラフィックノベルが置かれることがある。一方、日本では児童向けグラフィックノベルが（コミックスではなく）児童書扱いで翻訳・出版されることがある。

## 概要
「グラフィックノベル」という用語を厳密に定義することはできない。しばしば、この用語は論争において、グラフィックノベルとそれ以外のアメリカン・コミックの芸術的な性質に対する、主観的な相違を暗示する目的で使用される。一般的に「グラフィックノベル」という用語は、「コミックス」や「コミック・ブック」という用語に内包される子供向けのユーモラスな作品群から、伝統的なアメリカン・コミックよりもシリアスであり、大人向けであり、あるいは文学的である作品群を、暗に峻別するために使用される。この区分は、大衆娯楽におけるコミック作品からファインアート形式のコミック作品を峻別するために、美術史研究者やファインアート作家により使われているフランスの大人向け漫画「バンド・デシネ」 (Bande Dessinée) と、同様の理由で用いられている。
出版業界においては、もしコミック以外のメディアで販売されたならば、「ノベル（長編小説）」とは見なされないような出版物に対しても、この用語が時おり拡張される。連続したストーリーを形成しないアメリカン・コミックのコレクションや、ゆるやかに関連したエピソードの断片から成るアンソロジーやコレクション、さらに「グラフィックノベル」として図書館や一般書店に並べられるノンフィクション作品などが、これに含まれる（最後の例は、ドラマティックなストーリーが「コミック（滑稽）」に含まれている状況と似ている）。
日本の漫画がグラフィックノベルに含まれるか否かという議論に対しては、決着は付けられていない。ただし、アメリカを中心とした英語圏では、日本の漫画単行本の英訳版をグラフィックノベルと呼んでいる。同様にヨーロッパにおいては、19世紀の終わりから「アルバム」 (album) と呼ばれるハードカバーで装丁されたコマ漫画のコレクションが出版されている（エルジェの『タンタン』やメビウスの『ブルーベリー』などのベルギーの漫画や、ユーゴ・プラットの『コルト・マルテーズ』などのイタリアの漫画がこれに含まれる）。

## 歴史
長編小説と同様の出版形態と、大人の読者を対象にした制作物という両点において、漫画はグラフィック・ノベルより長い歴史を有している。「グラフィックノベル」という用語の初出は1964年だが、コミックス作家が自作に適用したのは、1978年に出版されたウィル・アイズナーのトレード・ペーパーバック版『ア・コントラクト・ウィズ・ゴッド（神との契約）』が最初で、その表紙に表れたことにより、一般に広まった（ただし、この本はハードカバーではなかった）。この短編集は、現実の中で生きる一般の人々の生活を題材に取った、複雑な大人向けの作品であり、「グラフィックノベル」という用語は、伝統的なアメリカン・コミックの物語媒体を使用しつつも、それらとの区別化を意図して用いられた。これにより、新しい出版用語と、ペーパーバックとは異なるカテゴリーが共に確立された。
アイズナーはこの作品の着想の源として、1930年代に木版画のみによる文字のない小説（ワードレスノベル）を出版した、挿絵画家リンド・ウォードの作品群を引用している。ベルギーの芸術家フランス・マセレールは、1926年にはすでに早期のグラフィックノベル形式である『Mon Livre d'Heures』を出版していた（この作品は1985年に、『Passionate Journey: A Novel in 165 Woodcuts』として再出版された。ISBN 0-87286-174-0）。
『ア・コントラクト・ウィズ・ゴッド』の批評面及び商業面での成功は、用語「グラフィックノベル」が一般的な用法として確立されるのに貢献した。多くの資料は、アイズナーをこの用語の最初の使用者と評しているが、実際にはこの用語はすでに1964年11月のコミック・アマチュア・プレス・アライアンスの会報『CAPA-ALPHA』#2と、1966年春季の『Fantasy Illustrated』#5で、リチャード・カイルにより使用されていた。
1976年には、グラフィック・ノベルという用語は別の3作品に表れた。ロバート・E・ハワードの原作に基づくリチャード・コーバンによる『Bloodstar』の表紙で使われた。1967年から72年に渡り連載されたジョージ・メッツガーのアンダーグラウンド・コミック『Beyond Time and Again』は、48ページのモノクロ作品としてカイル&ウェアリーから単行本が出版された際に、内表紙に「A Graphic Novel」と銘打たれていた。そして、ジム・ステランコによる『Chandler: Red Tide』（1976年）の、ニューススタンド販売用に印刷されたダイジェスト版では、「graphic novel」という用語が序文に、「a visual novel」という用語が表紙で使われた（ただし、『Chandler』は一般的にはコミック作品よりも、挿絵付き小説と見なされている）。
この用語が普及して以降、「グラフィックノベル」という用語が使われていなかった過去の作品にも、この用語は遡及して適用されている。これらのグラフィック・ノベルの原型例としては、ハードカバーで出版されたミルト・グロスのサイレント漫画『He Done Her Wrong』（1930年）や、ギル・ケインとアーチー・グッドウィンにより自費出版された40ページの雑誌形式の長編漫画『His Name is... Savage』（1968年）が含まれる（1968年には、マーベル・コミックが『The Spectacular Spider-Man』の上下巻を、同様の雑誌形式で出版している）。
バンタムから出版されたSFかつ剣と魔法物の作品である、ケインとグッドウィンの別の作品『Blackmark』（1971年）は、本来はグラフィックノベルとは呼ばれていなかったが、30周年記念版の裏表紙の宣伝文において、「アメリカ最初のグラフィックノベル」と銘打たれた。この惹句の真偽はさておくとしても、『Blackmark』は一般書籍の形態で出版され、キャプションとフキダシを備えた、アメリカン・コミック形式の244ページの物語であり、さらにこの形式のために考え出された、オリジナルのヒロイック・アドベンチャーの登場人物を伴う最初の作品であった。
この用語の発展に関するその他の例として、ドン・マクレガー作／ポール・グレイシー画『Sabre: Slow Fade of an Endangered Species』（イクリプス・コミック、1978年10月）が挙げられる。『ア・コントラクト・ウィズ・ゴッド』と同じ月に出版されたこの作品は、「グラフィック・アルバム(graphic album)」として宣伝された。この「アルバム」という用語は、『タンタンソビエトへ』（1930年）のようなコマ漫画の単行本に対し、ヨーロッパ系の出版社が使用していた用語を借用した物である事を注記しておく。

## 芸術運動
作画家エディ・キャンベルは、より芸術的なグラフィックノベルの生産を意図した2004年の宣言を発し、この用語はこの芸術運動を記述するのに用いられるようになった。この運動のメンバーは、「グラフィックノベリスト」として知られている。
キャンベルはグラフィックノベル運動の主目的を、「足枷であるコミックという形式を取りながら、コミック形式をより意欲的かつ有意義な水準まで引き上げること」と定義している。キャンベルはこの運動を、多くの先行作品（特にリンド・ウォードの作品に代表される木版画）から導かれたものとして捉えているが、この運動をそれらの先行作品にまで適用することは望んでいない。さらに、キャンベルは「グラフィックノベル」という用語を、各作品の市場における目的にかかわらず、任意の作品に対して客観的に適用できるという概念を否定している。